# Jewgeni Uschkow
Jewgeni Borissowitsch Uschkow (russisch Евгений Борисович Ушков; * 16. April 1976 in Nowosibirsk, Russische SFSR, Sowjetunion) ist ein ehemaliger russisch-kasachischer Eishockeyspieler, der 2006 mit dem HK Kasachmys Karaganda kasachischer Meister und Pokalsieger wurde.

## Karriere
Jewgeni Uschkow begann seine Karriere als Eishockeyspieler in der Nachwuchsabteilung des HK Sibir Nowosibirsk, für dessen Profimannschaft er 1994 in der Internationalen Hockey-Liga, der höchsten Spielklasse der Gemeinschaft Unabhängiger Staaten, debütierte. Ab 1996 spielte er mit dem Klub aus seiner Geburtsstadt in der Superliga, die als Nachfolgerin der IHL nun die höchste russische Spielklasse war. Nach dem Abstieg 1998 spielte er mit dem HK Sibir in der zweitklassigen Wysschaja Liga. 2001 wechselte er zum Ligakonkurrenten Jantar Sewersk, den er gegen Jahresende 2003 verließ, um erstmals nach Kasachstan zu wechseln. Dort schloss er sich dem HK Kasachmys Karaganda, für den er sowohl in der kasachischen Liga als auch in der Wysschaja Liga auf dem Eis stand. Mit Kasachmys wurde er 2006 kasachischer Meister und Pokalsieger. Nach diesen Erfolgen zog er mit dem Klub nach Sätbajew um und wurde dort 2007 erneut kasachischer Pokalsieger. 2008 wechselte er zu Kaszink-Torpedo Ust-Kamenogorsk und zum Jahreswechsel 2008/09 zu Sputnik Nischni Tagil, wo er jeweils ebenfalls in der Wysschaja Liga auf dem Eis stand. Die letzten drei Jahre seiner Karriere verbrachte er beim HK Ertis Pawlodar, mit dem er 2012 in seiner letzten Spielzeit kasachischer Vizemeister wurde.

### International
Mit der kasachischen Nationalmannschaft spielte er bei den Weltmeisterschaften der Division I 2007 und 2008 jeweils in der Division I und bei der Qualifikation zu den Olympischen Winterspielen in Vancouver 2010. Bei den Winter-Asienspielen 2007 im chinesischen Changchun gewann er mit Kasachstan die Silbermedaille hinter Japan.

## Erfolge und Auszeichnungen
- 2006 Kasachischer Meister und Pokalsieger mit dem HK Kasachmys Karaganda
- 2007 Kasachischer Pokalsieger mit dem HK Kasachmys Satpajew
- 2007 Silbermedaille bei den Winter-Asienspielen